# الفيوم الجديدة
الفيوم الجديدة هي مدينة مصرية جديدة من مدن الجيل الثالث، تقع في محافظة الفيوم، وتتبع إدارياً لهيئة المجتمعات العمرانية الجديدة، أنشئت بقرار رئيس جمهورية مصر العربية رقم 193 لسنة 2000، تقع المدينة غرب طريق القاهرة - أسوان الصحراوي الغربي على بعد 100 كيومتر جنوب القاهرة، وتبعد عن مدينة الفيوم 15 كيلومتر، كما تبعد عن مدينة بني سويف 40 كيلومتر.

## المخطط العام
تبلغ مساحة المدينة 13502 فدان، والكتلة العمرانية للمدينة مقسمة إلى ثلاث أحياء سكنية بمساحة 1855 فدان مقسمة إلى حى أول يحتوى على 4 مجاورات وحى ثانى يحتوى على 4 مجاورات ومشروع ابنى بيتك (منطقة أساسية) ومشروع ابنى بيتك (منطقة مضافة) بالإضافة إلى المنطقة السياحية والترفيهية والإقليمية ومركز المدينة والصناعية ومنطقة الإمتداد الجنوبي امتداد الحي الثالث ومنطقة الإمتداد الشمالي ومنطقة الإمتداد الغربي ومنطقة الإمتداد الشرقي ومنطقة 715 فدان ومنطقة 1120 فدان بمنطقة الإمتداد الشرقي و المنطقة الصناعية الثانية و المنطقة الإستثتمارية والحي الرابع

## البنية التحتية

### المياه
- يتم تغذية المدينة بمياه الشرب من محطة مياه العزب الجديدة بمدينة الفيوم األم بخطى مياه 600 مم زهر مرن.
- تم تنفيذ شبكة المياه بالمرحلة العاجلة الحي الأول والحي الثالث والثاني والمنطقة الإقليمية و المنطقة الصناعية و المنطقة الأساسية.
- تم الإستلام الإبتدائي لشبكة مياه منطقة 180 فدان.
- تم الإستلام الإبتدائي لشبكة مياه منطقة الإمتداد الغربي.

### الكهرباء
- تم تنفيذ شبكات كهرباء بطول 6894 كم.
- تم الإنتهاء محطه محوالت رئيسيه جهد (66/22) ك.ف باجمالي طاقه (3x40) م.ف.ا.
- تم تنفيذ عدد (2) موزع للمرحله الثانيه والتوزيع.
- تم تنفيذ عدد (2) موزع لشبكه كهرباء 180 فدان و اراضي وعمارات الإسكان الإجتماعي.
- تم تنفيذ شبكه كهرباء الإسكان العائلي.
- تم تنفيذ شبكه كهرباء مناطق (أ، ب، ج) مضافه ومناطق (أ، هـ) اساسيه.
- تم تنفيذ شبكه كهرباء مناطق (ب، ج، د) اساسيه.
- تم تسليم شبكه كهرباء المرحله الثانيه الي شركه التوزيع للكهرباء.
- تم تنفيذ شبكه كهرباء المرحله الثالثه بتكلفه 25 مليون جنيه.
- تم تنفيذ شبكه كهرباء اراضي وعمارات الإسكان الإجتماعي بتكلفه 52 مليون جنيه.
- تم الإنتهاء من تنفيذ شبكه كهرباء 180 فدان بتكلفه 41 مليون جنيه.
- جاري تنفيذ خط التغذية بالكهرباء لمجمع الصناعات الصغيرة و المتوسطة بمنطقة الإمتداد شرق الكتلة.
- جاري تصميم شبكة كهرباء الـ48 فدان و المرحلة االولى من المنطقة الصناعية الثانية.

### الإتصالات
- تم تخصيص قطعة ارض للشركة المصرية للإتصالت لإقامة سنترال سعة 30000خط وتم عمل السور الخارجى.
- تم تنفيذ شبكة تليفونات كاملة بمنطقة الإسكان العائلى بعدد 700 خط.
- تم تنفيذ شبكة تليفونات باستخدام وحدات MSAN بالمرحلة العاجلة وابنى بيتك.
- تم تنفيذ الأعمال المدنية لشبكة تليفونات الحى الثانى والأول بالمدينة.
- تم تصميم وتخطيط وتنفيذ (استكمال الأعمال المدنية والشبكة الرئيسية والثانوية) لمنطقة عمارات الإسكان الإجتماعى.
- تم إستكمال الأعمال المدنية لمنطقة أراضى االسكان االجتماعى.
- جاري تصميم وتخطيط وتنفيذ (استكمال الأعمال المدنية والشبكة الرئيسية والثانوية) للحي الأول والمنطقة الصناعية الأولى.

## الخدمات
تحتوي المدينة على عدة خدمات مثل:
- مبنى إدارى لجهاز المدينة.
- 2 دار حضانة.
- 2 مركز صحى.
- 2 سوق تجارى.
- مدرسة تعليم أساسى.
- 2 مقر لرؤساء الأحياء.
- مركز شرطة.
- نقطة إطفاء.
- 2 ملعب ثلاثي.
- 2 ملعب خماسي.
- مدرسة ثانوى.
- مدرسة يابانية
- مدرسة لغات تجريبية
- مدرسة متفوقين
- سجل مدني
- بنك مصر والبنك الاهلي

## أنظر ايضًا
- الفيوم
- محمية وادي الريان